# 大高保二郎
大高 保二郎（おおたか やすじろう、1945年8月24日 - ）は、日本の美術史学者、早稲田大学名誉教授。専攻はスペイン美術史。

## 来歴
香川県生まれ。早稲田大学大学院修士課程修了。1973～1976年、スペイン・マドリード大学へ留学。当時在住していた作家堀田善衞と深い交流が有った。跡見学園女子大学教授、上智大学教授、早稲田大学文学学術院教授を歴任。
師は神吉敬三で、師と同様にスペイン黄金世紀を軸とするスペイン美術の多くの訳書、美術書解説を行っている。2011年に翻訳の功績により会田由賞を受賞。
2025年4月に瑞宝中綬章を受章。

## 著作
- 『スペイン 美の貌－大高保二郎古稀記念論文選』ありな書房 2016
- 『ベラスケス　宮廷のなかの革命者』岩波新書 2018

図版解説
- 『ベラスケス　新潮美術文庫12』新潮社 1974
- 『ピカソ美術館 第4巻 戦争と平和』集英社 1992
- 『ゴヤ　西洋絵画の巨匠10』小学館 2006
- 『ゴヤ「戦争と平和」』新潮社〈とんぼの本〉 2016
- 『ピカソ作品集』東京美術 2022

### 共編
- 『世界美術全集 11 ベラスケス』安東次男と分担解説 小学館 1978
- 『カンヴァス世界の大画家 15 ベラスケス』吉田秀和と分担解説 中央公論社 1983
- 『ゴヤの世界』雪山行二共編 ゴヤ銅版画普及事業組合（販売・リブロポート）1989
- 『NHK プラド美術館』全5巻 雪山行二と責任編集 日本放送出版協会 1992
- 『ゴヤが描いた女たち』木下亮共編 毎日新聞社 1996
- 『もっと知りたいピカソ　生涯と作品』松田健児共著、<アート・ビギナーズ・コレクション>東京美術 2006、改訂版2020
- 『ミロ　絵画を超えた絵画』創元社〈「知の再発見」双書〉2009
ジョアン・プニェット・ミロ／グロリア・ロリビエ＝ラオラ、監修：遠藤ゆかり訳
- 『もっと知りたいゴヤ　生涯と作品』 松原典子共著、<アート・ビギナーズ・コレクション>東京美術 2011
- 『もっと知りたいエル・グレコ　生涯と作品』 松原典子共著、<アート・ビギナーズ・コレクション>東京美術 2012
- 『テーマで見る世界の名画2　肖像画　姿とこころ』集英社 2017
- 『もっと知りたいベラスケス　生涯と作品』川瀬佑介共著、<アート・ビギナーズ・コレクション>東京美術 2018
- 『スペイン美術史入門　積層する美と歴史の物語』NHK出版〈NHKブックス〉2018
監修、久米順子・松原典子・豊田唯・松田健児共著
- 『ピカソと人類の美術』永井隆則共編 三元社 2020

### 翻訳
- 『エミール・ノルデ』ヴェルナー・ハフトマン解説 宝木範義共訳 美術出版社 1970
- ピエール・ガッシェ『ゴヤ全素描』神吉敬三共訳 岩波書店 1980
- エンツォ・オルランディ編『ベラスケス　カラー版世界の巨匠』藤田啓子共訳 評論社 1980
- ジュゼップ・パラウ・イ・ファブレ『不滅のピカソ』永沢峻共訳 平凡社 1983
- フランコ・マッツィーニ『国際ゴシック／初期ルネサンス　世界の至宝 4』篠塚二三男共訳 ぎょうせい 1983
- ダニエル・ジローディ『ピカソ－眼の記憶』岩波書店 1987
- 『中世・美の様式 キリスト教美術の展開-建築・彫刻・工芸』オフィス・ド・リーブル編 連合出版 1991
- パブロ・ピカソ『ピカソ 闘牛』太田泰人共訳 岩波書店 1994
- 『プラド美術館』ホセ・ロヘリオ・ブエンディーア解説、監修・松原典子ほか共訳 岩波書店 1997
- 『ベアトゥス黙示録註解 ファクンドゥス写本』安發和彰ほか共訳 岩波書店 1998
- エンリケタ・ハリス『ゴヤ』横山由紀子共訳 西村書店〈アート・ライブラリー〉1999
- アントニオ・ベルトラン『アルタミラ洞窟壁画』小川勝共訳 岩波書店 2000
- サラ・シモンズ『ゴヤ　岩波世界の美術』松原典子共訳 岩波書店 2001
- 『ゴヤの手紙－画家の告白とドラマ』松原典子共編訳 岩波書店 2007／岩波文庫（上下）2021
- 『ダリ－夢のリアリティー』岩波書店〈岩波アート・ライブラリー〉2010